# إريك أبراهامسون (ممثل)
اريك أبراهامسون (بالسويدية: Eric Abrahamsson)‏ هو ممثل سويدي، ولد في 13 أبريل 1890 في ستوكهولم في السويد، وتوفي بنفس المكان في 3 نوفمبر 1942.

## وصلات خارجية
- اريك أبراهامسون على موقع IMDb (الإنجليزية)
- اريك أبراهامسون على موقع ألو سيني (الفرنسية)
- اريك أبراهامسون على موقع أول موفي (الإنجليزية)
- اريك أبراهامسون على موقع قاعدة بيانات الأفلام السويدية (السويدية)
- اريك أبراهامسون على موقع قاعدة بيانات الفيلم (الإنجليزية)
- اريك أبراهامسون على موقع كينوبويسك (الروسية)